# Дифамація
Дифама́ція (лат. diffamatio — обмова, ганьблення від лат. diffamare = поширювати плітки) — поширення про особу неправдивої інформації, яка принижує її честь та гідність, завдає шкоди діловій репутації. Дифамація є синонімом до терміна «приниження честі, гідності та ділової репутації». Загалом, українське законодавство не вживає термін дифамація, однак як лаконічне змістовне слово іншомовного походження він активно використовується на практиці та в законодавствах деяких інших країн.

## Ознаки дифамації
Твердження про який-небудь факт є дифамацією лише за умови, якщо воно:
- недостовірне;
- принижує честь та гідність, або завдає збитків репутації конкретної особи;
- поширене — тобто донесене принаймні до однієї людини, окрім тієї, про яку поширюється інформація[3].

Дифамація стосується конкретних фактів, які слід відрізняти від оціночних суджень.

## Види дифамації
Дифамація може здійснюватися у письмовій (пасквіль, наклеп) або усній (лихослів'я, обмовляння) формах.

## Притягнення до відповідальності
Для того щоб людину притягнули до відповідальності, потрібно встановити наявність таких елементів (відсутність принаймні одного з них звільняє від відповідальності):
- факт поширення інформації — інформація мала бути повідомлена принаймні одній людині за винятком тієї, про яку йдеться. Тобто у випадку, коли недостовірна інформація була повідомлена лише тій особі, якої вона безпосередньо стосується, не може бути підстав для позову, оскільки приниження честі і гідності має бути в очах інших осіб, які дізналися про цю інформацію.
- інформація має бути про особу, яка ініціює позов;
- інформація має бути недостовірною;
- інформація має принижувати честь і гідність[4].

## Звільнення від відповідальності
Якщо журналіст не є безпосереднім автором інформації, а лише доносить до читача чи глядача позицію іншої людини, то його не можна притягнути до відповідальності — претензії висуваються до джерела інформації.

### Оціночні судження
Оціночне судження — це суб'єктивна особиста оцінка певної події чи явища (певного факту), зроблена конкретною особою.

## Обмова
Обмова, обмовляння — суб'єктивно інтерпретована інформація про особу з метою викликати до неї недовіру, зневагу тощо. Не завжди збігається з наговором або дифамацією, бо може мати в основі дійсні факти, але злісно викривлені.